# 上月拓也
上月 拓也（こうづき たくや、1971年5月19日 - ）は、日本の実業家。コナミホールディングス株式会社（現コナミグループ株式会社)の代表取締役社長を務めた。

## 人物
兵庫県出身、日本大学文理学部中退、コナミホールディングス株式会社入社。2009年取締役に昇格、2011年代表取締役。2012年から2020年まで代表取締役社長を務め、グローバル化にあたった。2014年から2015年までコナミデジタルエンタテインメント代表取締役社長も務めモバイルゲームへの展開などを進めた。

## 経歴
- 1997年11月 - Konami Computer Entertainment America, Inc. 取締役副社長[5]
- 2009年6月 - コナミホールディングス取締役[5]
- 2011年6月 - コナミホールディングス代表取締役[5]
- 2012年6月 - Konami Corporation of America 取締役会長[5]
- 2012年6月 - コナミホールディングス代表取締役社長[5]
- 2014年7月 - コナミデジタルエンタテインメント代表取締役社長[5]